# Regiment Perthplein (Sneek)

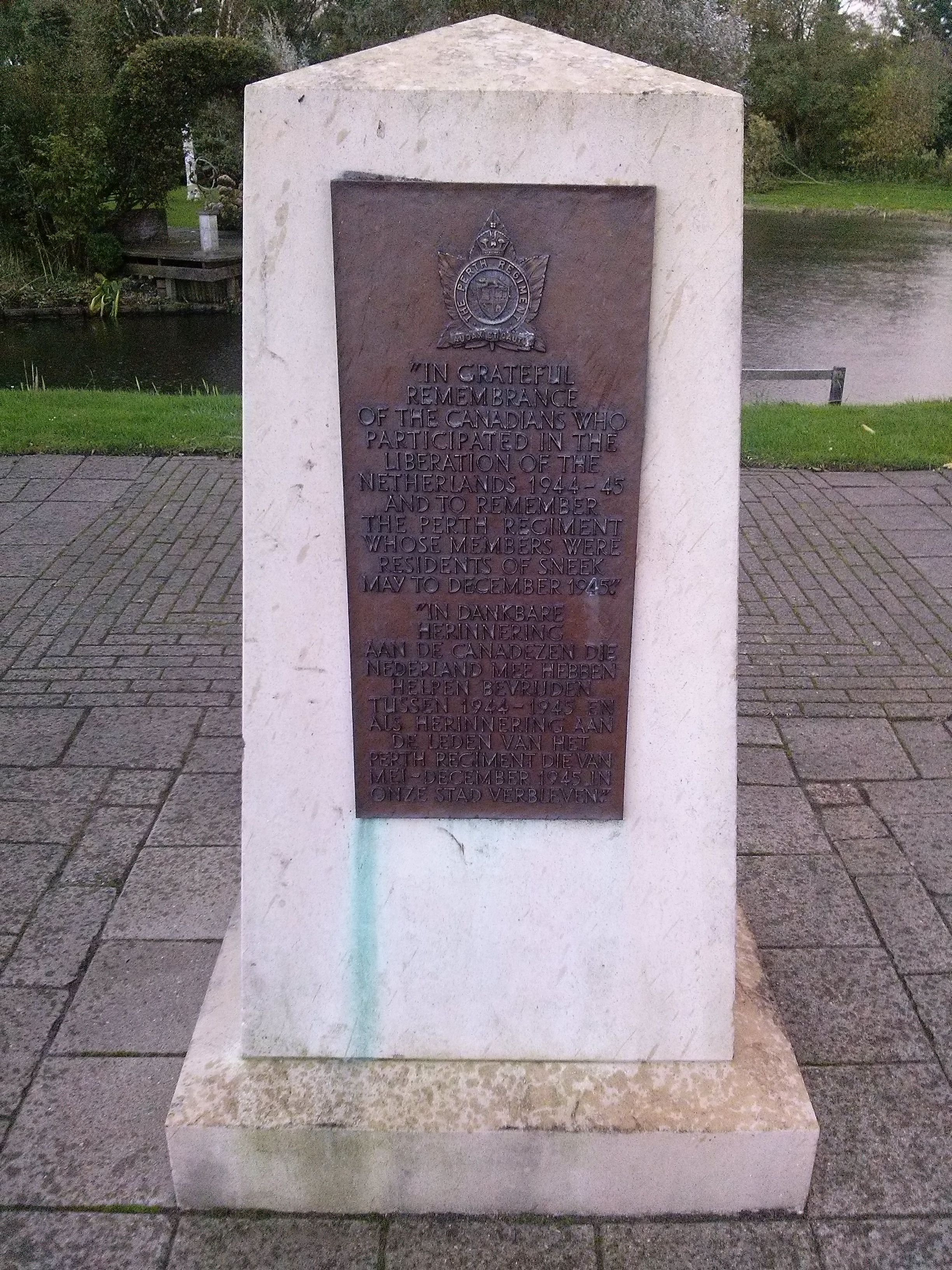
Perthregiment Monument

Het Regiment Perthplein is een verkeersplein in de wijk Zwetteplan in Sneek.
De rotonde op dit plein is de centrale spil in het stratennetwerk van de wijk en is opgedragen aan de Canadese bevrijders uit het Regiment Perth, die Sneek aan het eind van de Tweede Wereldoorlog hebben bevrijd. Het plein is in 1990 geopend en is beplant met rode bloemen in de vorm van een Maple Leaf. Aan de rand van de rotonde staat een gedenkzuil, die op 1 mei 1995 is onthuld.